# Llac Chargoggagoggmanchauggagoggchaubunagungamaugg
Llac Chargoggagoggmanchauggagoggchaubunagungamaugg és el nom original del llac Chaubunagungamaug, més conegut com el Llac de Webster, és un llac de la ciutat de Webster (Massachusetts). Està situat prop de la frontera de Connecticut i té una superfície de 5.83 km².
El nom original del llac fou donat per la comunitat nipmuc, i el seu significat (Englishmen at Manchaug at the Fishing Place at the Boundary) seria quelcom com ara «Anglesos al territori dels Manxaug, al lloc de pesca de la frontera», tot i que és més coneguda una traducció més humorística: «Tu pesca a la teva banda, que jo pescaré a la meva, i ningú pescarà al mig» (You Fish on Your Side, I Fish on My Side, Nobody Fish in the Middle). És el llac amb el nom més llarg dels Estats Units, i un dels topònims més llargs del món.